# Mali Plavnik Mali
Mali Plavnik Mali je mali otočni greben kod otoka Malog Plavnika.
Visine je oko 5 metara.
U Državnom programu zaštite i korištenja malih, povremeno nastanjenih i nenastanjenih otoka i okolnog mora Ministarstva regionalnoga razvoja i fondova Europske unije, ne spominje ga se.
Brojne su špilje iz kojih se pružaju kamene ploče i strme stijene, koje nestaju u dubini mora. Brojne su hobotnice, koralji i crvene ribe.